# Spatenbräu

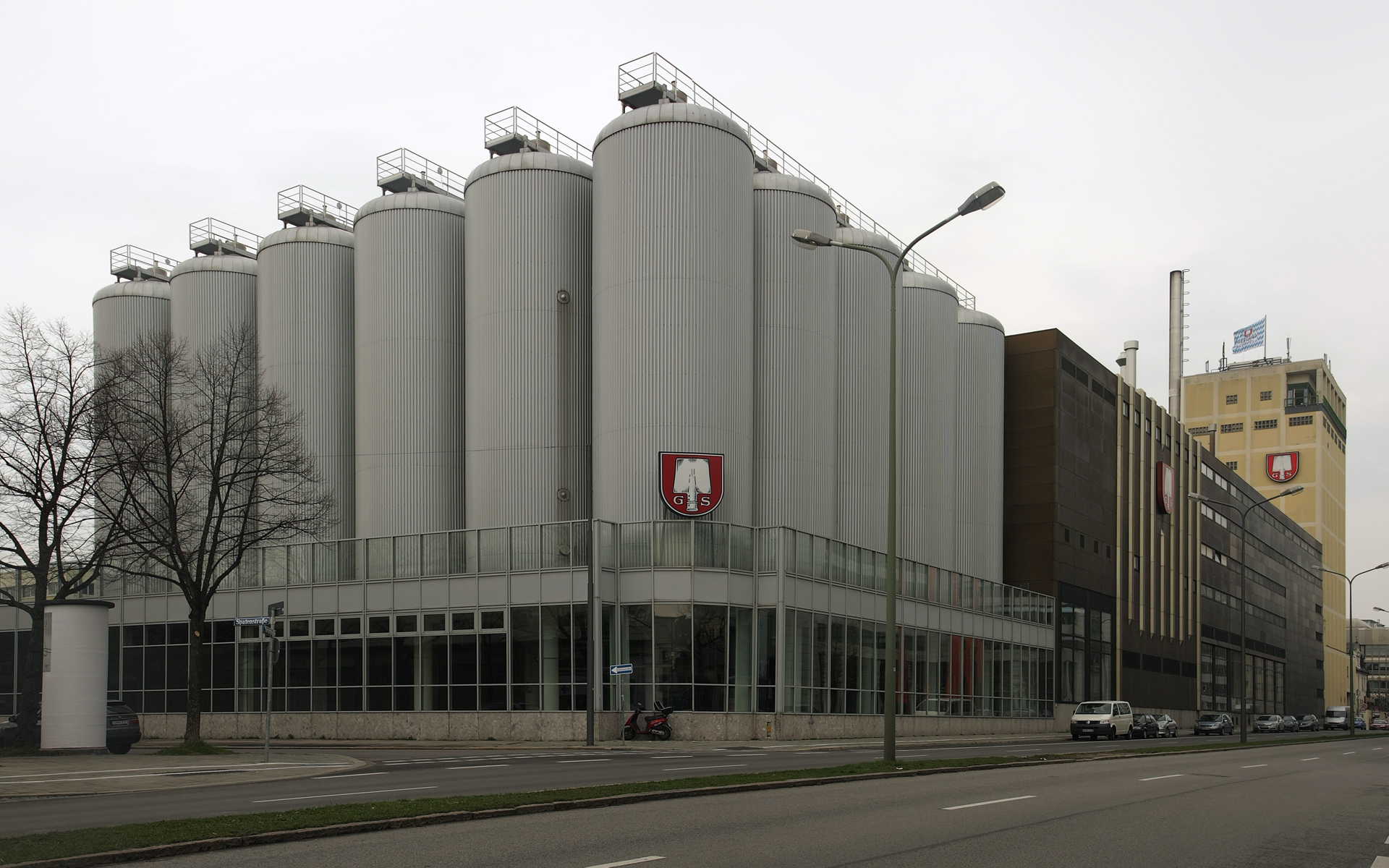
Spaten-Franziskaner

Spatennbräu är ett tidigare bryggeri i München. Spatenbräu grundades 1397. År 1807 köptes bryggeriet av Gabriel Sedlmayr. Under hans ledning startade utvecklingen från att vara Münchens minsta till att vara det största. Bryggeriet var Münchens största bryggeri från 1860-talet och fram till 1890-talet.
År 1894 lanserades lagerölet Spaten Münchner Hell. Bryggeriet slogs år 1922 samman med Franziskaner som även det ägdes av familjen Sedlmayr till Spaten-Franziskaner-bryggeriet som 1997 blev Spaten-Löwenbräu-gruppen som idag ingår i Anheuser-Busch InBev. 